# Aromaaktivitätskonzept
Das Aromaaktivitätskonzept (auch Aromawertkonzept) ist eine analytische Methode zur Untersuchung des Aromas von Lebensmitteln. Sie ermöglicht das Auffinden von Schlüsselaromastoffen.

## Geschichte
In den Anfängen der Aromaforschung (um 1900) ging man davon aus, dass alle flüchtigen Verbindungen eines Lebensmittels zu seinem Aroma beitragen.  Erst das Wissen, dass nicht alle flüchtigen Verbindungen zum Aroma eines Lebensmittels beitragen, führte zu einer geänderten Methodik in der Analytik.

### Gaschromatographie
Die Analytik wird hauptsächlich durch  Gaschromatographie und Massenspektrometrie betrieben und beschränkt sich oft auf die flüchtigen Verbindungen, die im Gaschromatogramm direkt identifiziert werden können.

## Aktuell
Seit 1984 wurden Techniken entwickelt, die sich auf die Identifikation von Aromastoffen, die zum Gesamtaroma beitragen, konzentrieren. Die moderne Aromaanalytik besteht aus 7 Stufen:
- Aromaextraktverdünnungsanalyse
- Aromaverdünnungsanalyse
- Identifizierung der Aromastoffe
- Quantitative Bestimmung mittels Stabilisotopenverdünnungsanalyse
- Bestimmung der Aromawerte
- Aromasimulation
- Weglassversuche

Die neue Methodik war erfolgreich, denn die Ergebnisse führen zu Aromamodellen, deren Aromaeindruck dem Original sehr ähnlich ist.